# Генрі Лідделл
Генрі Джордж Лідделл (англ. Henry George Liddell; 6 лютого 1811 — 18 грудня 1898) — британський філолог-класик і лексикограф. Обіймав посади віце-канцлера Оксфордського університету, декана (1855—1891) коледжу Крайст-Черч, директора (1846—1855) Вестмінстерської школи, є автором «Історії Риму» (1857) і співавтором (разом з Робертом Скоттом) знаменитого грецького словника «Лідделл-Скотт»; член Арундельського товариства. Льюїс Керрол написав «Алісу в Країні чудес» для доньки Генрі Лідделла Аліси.